# Монастырь Нижние Брчели
Монастырь Нижние Брчели (серб. Манастир Доње Брчеле, Доне-Брчеле) — мужской православный монастырь в Черногории, в Црмницкой нахии, в 10 км от города Бар у одноимённого села.
Основан в первые десятилетия XV века Еленой Балшич, дочерью сербского князя Лазаря Хребеляновича и женой господаря Зеты Георгия II Балшича. Тогда же ею был построен соборный храм монастыря во имя Св. Николая Чудотворца.
Монастырь был одним из политических центров черногорских племен Црмницкой нахии.
В нем в 1770—1773 гг. провёл последние годы жизни черногорский самозванец Степан Малый, который в монастыре был убит и похоронен в церкви Св. Николая.
Под полом храма находится комната, вход в которую был в полу алтаря. Вероятно, комната служила тюрьмой во времена правления Черногорией Степана Малого .
В 1861 г. монастырь был обновлён черногорским князем Николаем I Петровичем-Негошем.
С 1977 г. настоятелем монастыря и единственным его насельником является архимандрит (с 2004 г.) Григорий Траилович.

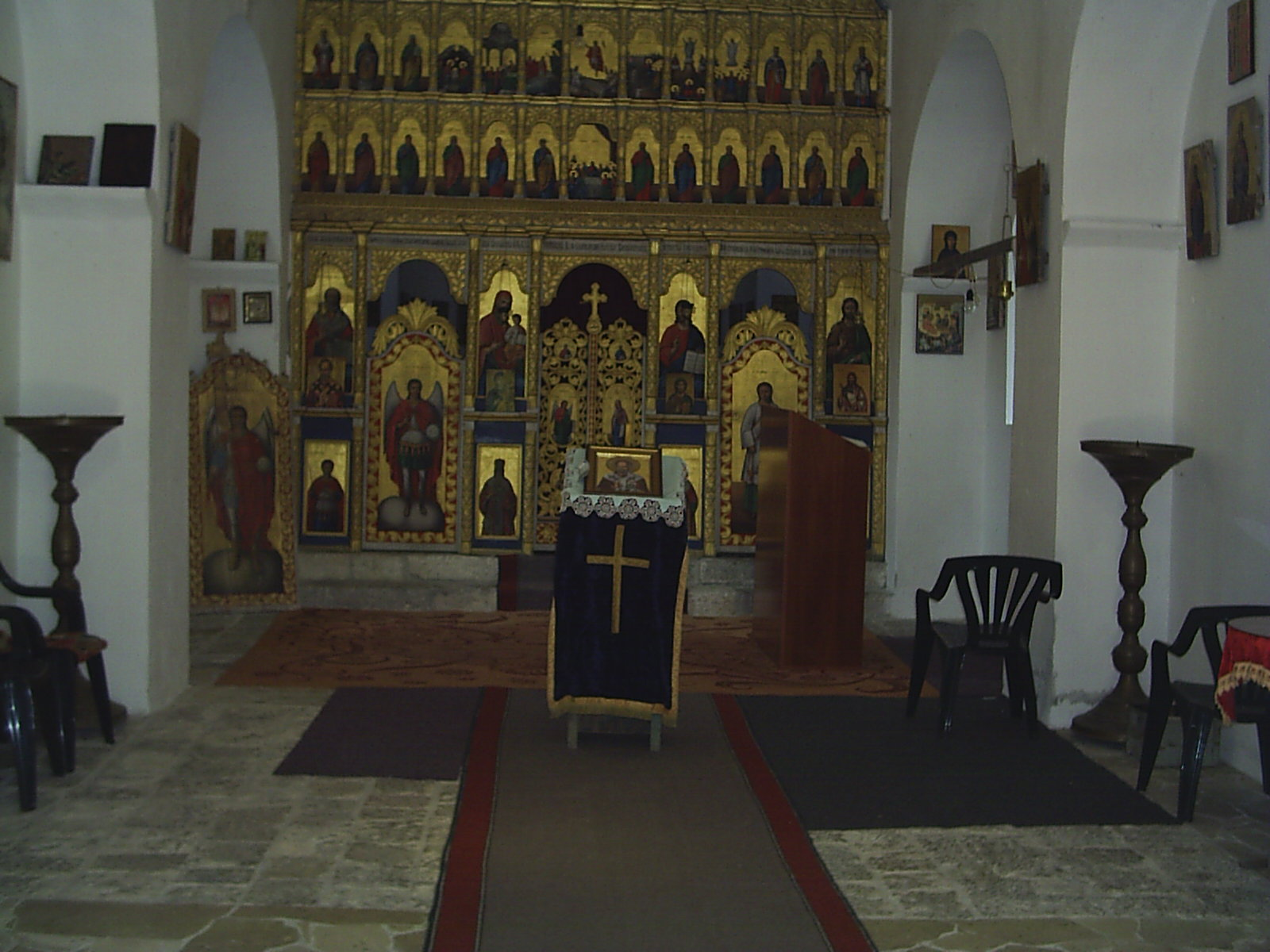
Интерьер храма Св. Николая в Дольние Брчели